# Vladimir Gadžev
Vladimir Georgiev Gadžev (in bulgaro Владимир Георгиев Гаджев?; Velingrad, 18 luglio 1987) è un ex calciatore bulgaro, di ruolo centrocampista.

## Carriera

### Giovanili
Iniziò nelle giovanili del Levski Sofia fino a quando fu notato da uno scouter del Panathinaikos nel 2004 che lo fece approdare in Grecia. Passò un anno nelle giovanili per poi entrare nel 2005 in prima squadra.

### Club
Dopo aver giocato con varie squadre greche, tra cui anche il Panathinaikos, nel 2008 si trasferisce al Levski Sofia.

### Nazionale
Conta una presenza con la nazionale bulgara.

## Palmarès

### Club

#### Competizioni nazionali
- Campionato bulgaro: 1

Levski Sofia: 2008-2009
- Supercoppa di Bulgaria: 1

Levski Sofia: 2009